# Rudolf Schenck

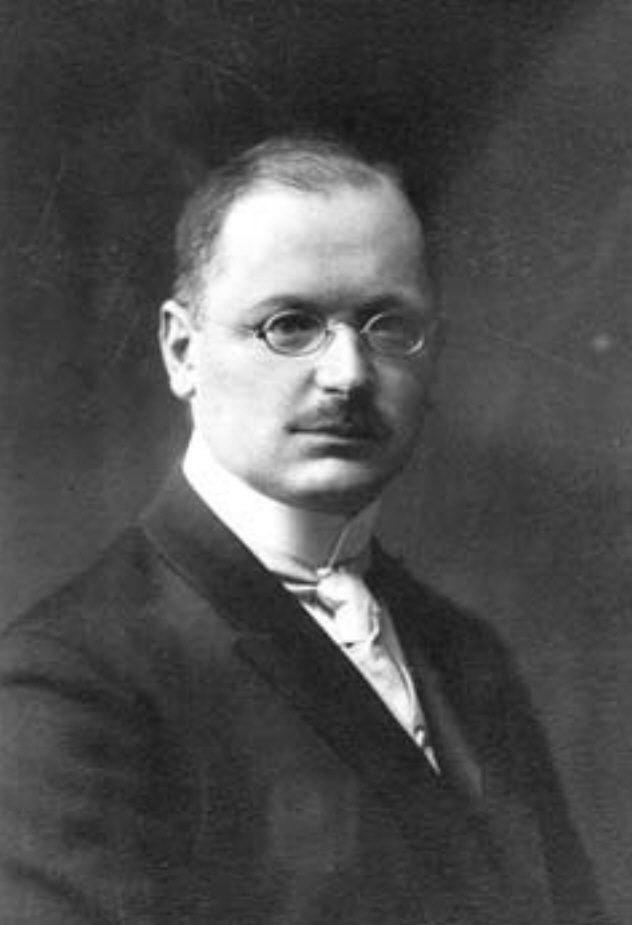
Rudolf Schenck in Aachen

Friedrich Rudolf Schenck (* 11. März 1870 in Halle (Saale); † 28. März 1965 in Aachen) war ein deutscher Chemiker und Mineraloge.

## Leben
Schenck studierte Physik, Botanik, Chemie und Mathematik an der Universität Halle, wurde 1894 bei Jacob Volhard promoviert und arbeitete dort von 1893 bis 1897 als Assistent. 1897 wurde er an der Universität Marburg zum Thema Untersuchungen über die krystallinen Flüssigkeiten habilitiert, war danach Assistent und ab 1899 Abteilungsvorsteher am dortigen Chemischen Institut. 1906 wurde Schenk auf den neugeschaffenen Lehrstuhl für physikalische Chemie an der RWTH Aachen berufen. 1910 erhielt er einen Ruf an die TH Breslau, wo er außerordentlicher Professor und Gründungsrektor war. Danach übernahm Schenck 1915 schließlich den Lehrstuhl für Chemie an der Universität Münster. Von 1920 bis 1925 war Schenck Gründungsvorsitzender des Verbands der Deutschen Hochschulen (VDH), der Vorläuferorganisation des heutigen Hochschulverbands; 1929/30 Rektor der Universität Münster. 1935 wurde er emeritiert und ein Jahr darauf Direktor des „Staatlichen Forschungsinstituts für Metallchemie“ in Marburg, eine Stelle, die er bis 1950 innehielt. Seinen Ruhestand verbrachte er in Aachen. Von 1933 bis 1934 und 1936 bis 1941 war er zudem Erster Vorsitzender der Deutschen Bunsen-Gesellschaft für Physikalische Chemie. Er gehörte auch dem Verein Deutscher Ingenieure (VDI) mit der Mitgliedsnummer 12144 an.
Friedrich Rudolf Schenck war der Vater von Ernst Günther Schenck und Hermann Schenck.

## Ehrungen
- 1933 wurde er zum Mitglied der Leopoldina in Halle gewählt.[1]
- 1940 wurde er mit der Bunsen-Denkmünze der Deutschen Bunsen-Gesellschaft für Physikalische Chemie ausgezeichnet.[1]